# Provincia de KwaZulu-Natal
KwaZulu-Natal (también llamada KZN y Zululand, en español Zululandia) es una de las nueve provincias que forman la República de Sudáfrica. Su capital es Pietermaritzburg y su ciudad más poblada, Durban. Está ubicada en el extremo este del país, limitando al norte con Mpumalanga, Suazilandia y Mozambique, al este con el océano Índico, al suroeste con Oriental del Cabo y al oeste con Lesoto y Estado Libre.
Es la provincia con la segunda mayor población del país (solo por detrás de  Gauteng) y es la patria de la etnia zulú.

## Historia

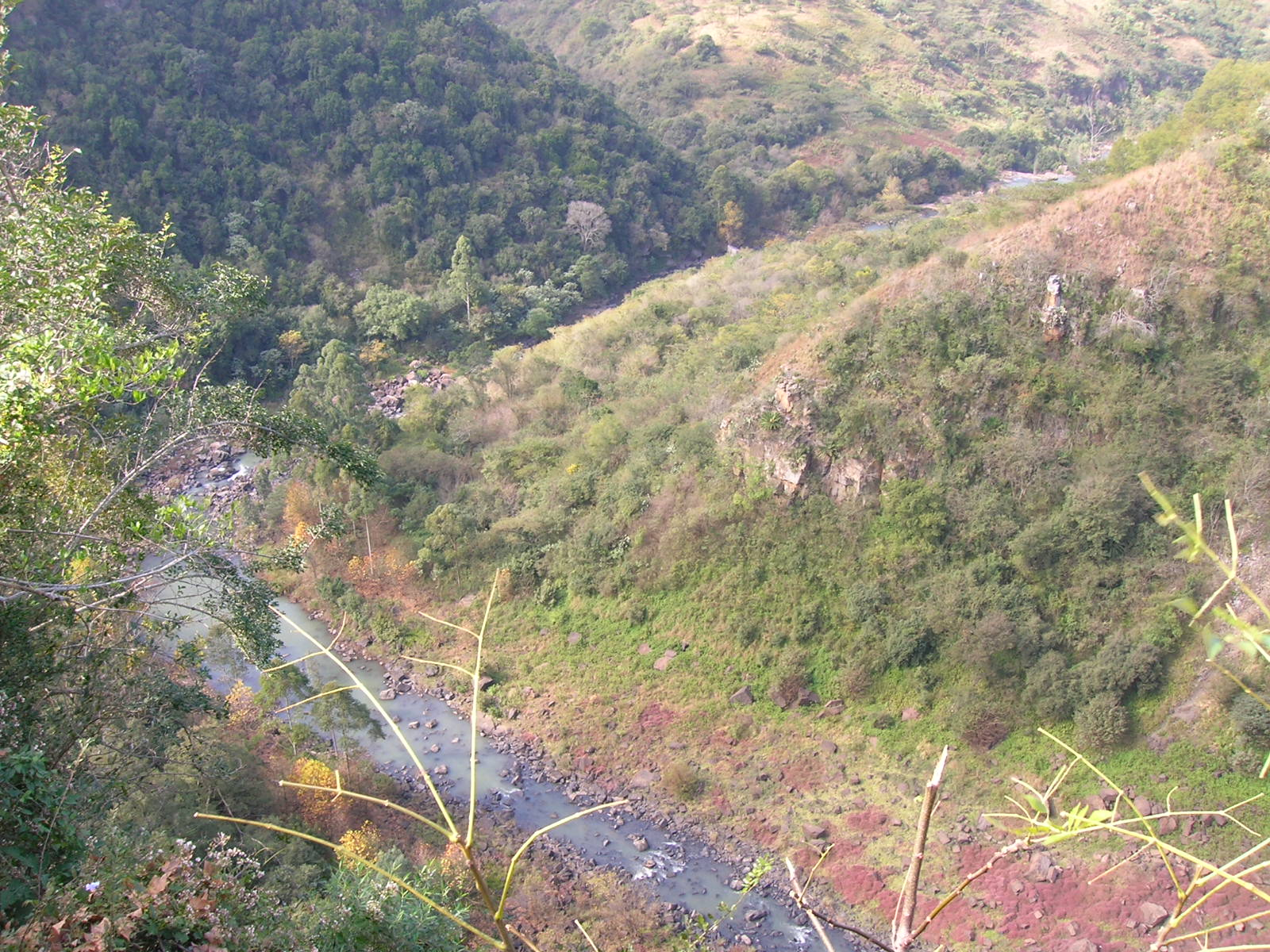
Valle de la zona.

La costa de Natal fue descubierta por Vasco da Gama el día de Navidad de 1497. Navidad en portugués es Natal.
En 1901, el Estado de Natal privó a los nativos del derecho a elegir a sus representantes en la Asamblea, mientras que diversas leyes restringieron su ingreso o sus desplazamientos en el país.
Cuando el bantustán de KwaZulu (que significa la tierra de los zulúes) fue reincorporado a la provincia de Natal tras el fin del apartheid en 1994, la provincia fue denominada KwaZulu-Natal. La provincia es de mayoría zulú. Es la única provincia del país que lleva el nombre de su grupo étnico dominante.
Guerras libradas en su suelo:
- Guerra anglo-zulú
- Guerras de los Bóer

## Geografía

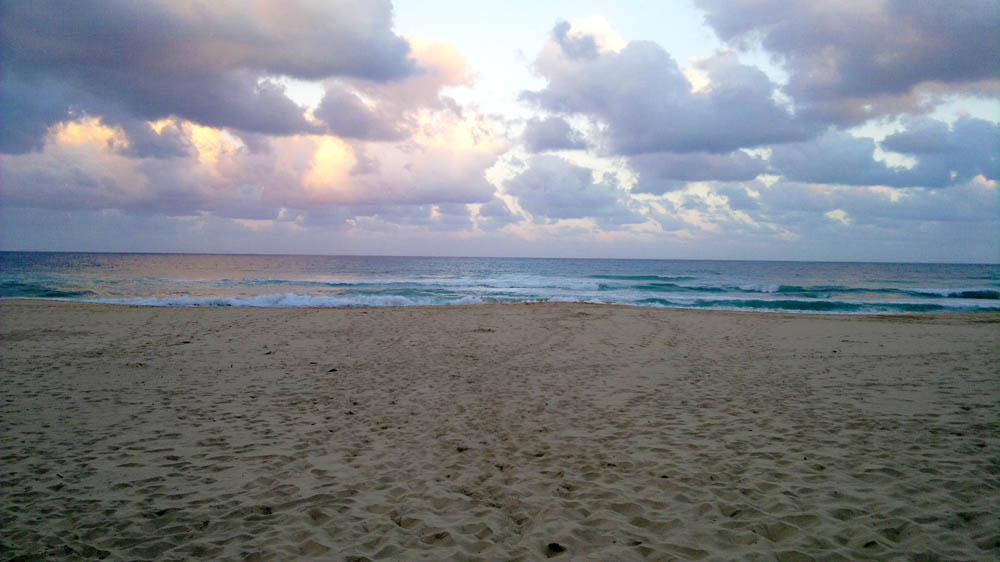
Una playa en al Costa Norte.

Existen tres diferentes zonas geográficas: la zona costera del océano Índico, las llanuras del centro y dos áreas montañosas: el Drakensberg a occidente y las montañas Lebombo al norte. El río Tugela fluye de oeste a este por el centro de la provincia. Las temperaturas medias de la región van desde 17 a 28 °C de octubre a abril y de 11 a 25 °C en los meses fríos. Las lluvias son regulares a lo largo del año y dejan una precipitación de unos 690 mm.

## Fauna y flora
- Jardines Botánicos (Durban)
- Matorral Burman (Durban)
- Parque del Humedal de iSimangaliso
- Coto de caza Hluhluwe-Umfolozi
- Coto de caza Itala
- Área de conservación transfronteriza de Lubombo une la Reserva de elefantes de Maputo (Mozambique) a través del corredor Futi (que incluye parte de Suazilandia) hasta el Parque de elefantes Tembe en KwaZulu-Natal.
- Reserva Phinda
- Parque Reina Isabel (Pietermaritzburg)
- Área de conservación transfronteriza de Maloti-Drakensberg enlaza el Parque nacional de Sehlaba-Thebe (Lesoto) con el Parque Natal Drakensberg y el Parque Ukhahlamba Drakensberg en KwaZulu-Natal.
- Coto de caza Mkuze
- Jardín Botánico Nacional (Pietermaritzburg)
- Garganta Oribi
- Reserva Natural de Vernon Crookes.

## Legislación y gobierno
El Congreso Nacional Africano (CNA) no consiguió la mayoría absoluta en KwaZulu-Natal en las elecciones sudafricanas de 2004.

### Gobierno provincial
La capital provincial es Pietermaritzburg.
La presidenta del gobierno provincial es Nomusa Dube-Ncube (CNA) desde el 10 de agosto de 2022.

#### Cuerpo legislativo
El edificio del cuerpo legislativo data de 1889, inaugurado por el gobernador de Natal, Sir Arthur Havelock.
Los 80 miembros del cuerpo legislativo según las elecciones de 2018 se reparten de esta manera:
- Congreso Nacional Africano (CNA) - 44
- Inkatha (IFP) - 13
- Alianza Democrática de Sudáfrica (DA) - 11
- Luchadores por la Libertad Económica (EFF) - 8
- Partido Nacional de la Libertad (NFP) - 1
- Frente Minoritario (MF) - 1
- Movimiento Transformación Africana (ATM) - 1
- Partido Cristiano-demócrata de África (ACDP) - 1

La provincia mantiene una situación singular, al mantener su constitución un importante papel simbólico y representativo a la realeza zulú; siendo un caso homologable al de las monarquías de Buganda y Ashanti en las repúblicas de Uganda y Ghana respectivamente.

## Economía
Durban es un área urbana con gran crecimiento, siendo la segunda mayor ciudad del país y posee el mayor puerto de África con buenos enlaces ferroviarios al resto del país. La principal industria es la del refinado del Azúcar. También poseen ganado Ovino, vacuno, leche, cítricos, maíz, sorgo, algodón y plátanos. Las industrias, localizadas en los alrededores de Durban incluyen a la industrial textil, caucho, fertilizantes, papel, procesado de alimentos y refinerías de petróleo. Plantas de procesado de aluminio en Richards Bay, en la costa central. Importantes yacimientos de carbón y madera. Durante el apartheid la población negra se vio obligada a vivir en bantustanes con una economía ganadera de subsistencia.
El turismo representa un importante sector de la economía del Natal, especialmente el turismo costero estival y el turismo interior cultural zulú.

## Demografía
El 55% de la población es rural, con una tasa de alfabetización del 70%. El desempleo alcanza el 45%.
| Grupos étnicos | Grupos étnicos |  |  | Lenguas   | Lenguas |
| Negros         | 85,3 %         |  |  | IsiZulu   | 80,9 %  |
| Asiáticos      | 8,5 %          |  |  | Inglés    | 13,6 %  |
| Blancos        | 4,7 %          |  |  | IsiXhosa  | 2,3 %   |
| Mestizos       | 1,5 %          |  |  | Afrikáans | 1,5 %   |

### Capitales
- Durban con 3,5 millones de habitantes (capital económica y cultural).
- Pietermaritzburg, con 600 000 habitantes (capital administrativa).
- Ulundi, sede de la corte real zulú, antigua capital del bantustán de Kwazulu.

### Mayores ciudades
- Dundee
- Empangeni
- Estcourt
- Glencoe
- Howick
- Kokstad
- Ladysmith
- Madadeni
- Mpumalanga
- Newcastle
- Port Shepstone
- Richards Bay
- Stanger
- Tongaat
- Ulundi
- Vryheid

### Otras ciudades
- Ballito
- Babanango
- Colenso
- Eshowe
- Greytown
- Ingwavuma
- Margate
- Nongoma
- Scottburgh
- Umzinto

## Enseñanza
Según el censo de 2001, el 23 % de la población de 20 años o más no ha recibido ninguna educación, mientras a la universidad llega el 5 %.
- Universidad de KwaZulu-Natal

## Hermanamientos
- Shanghái, China